# Programme Sentinel

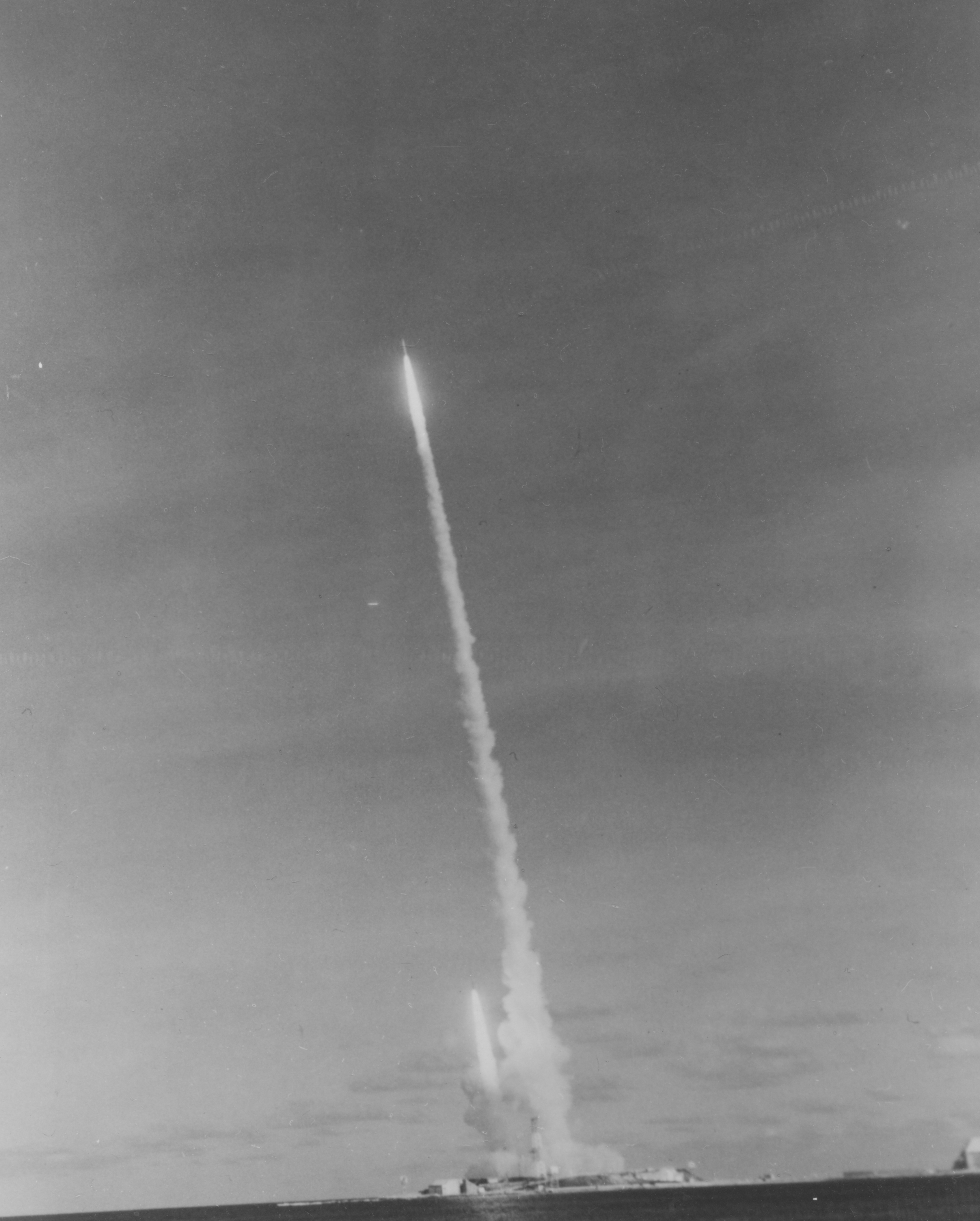
Lancement de deux missiles Spartan depuis. Un des missiles a réussi à intercepter un véhicule de rentrée lancé depuis la Vandenberg Space Force Base en Californie, l'autre a atteint un point fixe dans l'espace.

Le programme Sentinel était un système de défense antimissile proposé en 1967 par l'US Army et devant protéger le territoire des États-Unis d'une attaque nucléaire chinoise ou d'un lancement accidentel soviétique. Le système prévoyait 17 bases, toutes organisées autour d'un radar (MSR) surplombant un centre de commande informatisé blindé et équipées de deux types de missiles antibalistiques : le Spartan, pour l'interception dans l'espace et le Sprint, pour l'interception dans l’atmosphère. 480 Spartan et 192 Sprint devaient initialement être déployés. Une chaîne de cinq radars longue-portée (PAR), repartis le long de la frontière canado-américaine et en Alaska, aurait complété le système.
Sentinel était une réponse à l'escalade des coûts du système Nike-X précédemment envisagé. Nike-X avait été conçu pour contrer une attaque massive de milliers d'ICBM soviétiques. Requérant, pour être efficace, plus d'intercepteurs que l'URSS n'avait de missiles, des estimations suggéraient que le Nike-X coûterait aux américains vingt fois ce qu'il en coûtait aux soviétiques de construire des missiles offensifs. Aussi, le coût du Nike-X montait en flèche à mesure que croissait le nombre de vecteurs soviétiques. De plus, le secrétaire à la Défense, Robert McNamara, considérait qu'un tel système inciterait l'URSS à produire plus de missiles, accroissant le risque d'une guerre accidentelle.
Bien que ces limites étaient connues, l'administration Johnson subissait une pression intense pour déployer un système antibalistique, d'autant plus que les soviétiques construisaient le leur autour de Tallinn et Moscou. McNamara prit de nombreuses fois la parole publiquement pour expliquer pourquoi le Nike-X n'en valait pas le coût, mais la pression politique s'accentuait et le Congrès vota néanmoins les crédits nécessaires. Quand la Chine communiste fit exploser sa première bombe H en juin 1967, McNamara proposa la construction d'un système capable de bloquer une attaque chinoise limitée. Cette solution permettait de limiter les coûts tout en rassurant le public. Sentinel fut annoncé le 18 septembre 1967. La construction de la première base démarra l’année suivante en périphérie de Boston.
Quand Richard Nixon devint président en janvier 1969, l'opinion publique avait basculé en défaveur d'une défense antimissile nationale. Les résidents des villes concernées protestaient que cela en faisait la cible de plus de bombes soviétiques. Nixon exigea un réexamen qui suggéra des changements majeurs et amena à l'annulation du programme Sentinel en mars 1969, après seulement 18 mois d’existence. À sa place, un système encore plus réduit fut introduit : le programme Safeguard.